# Sandrew Metronome
Sandrew Metronome är ett varumärke inom underhållningsindustrin och var tidigare ett nordiskt filmdistributionsbolag som bildades på 1990-talet. Bolaget ägdes först av svenska Sandrews tillsammans med danska Metronome och därefter av norska Schibsted och Sandrews. Schibsted, som blev ensam ägare 2006, sålde bolaget 2013. Sandrew Metronome är idag inriktad på digital distribution.

## Historik
Sandrew Metronome växte fram ur en bolagsbildning 1990 mellan det svenska filmbolaget Sandrews och det danska mediabolaget Metronome. Metronome köptes upp 1996 av den norska mediekoncernen Schibsted och 1998 etablerades bolaget Sandrew Metronome. Sandrew Metronome var en av Nordens största biografkedjor med ett stort antal biografer i Sverige, Danmark och Finland och ägdes till 50% vardera av  Anders Sandrews stiftelse och Schibsted ASA. Sandrew Metronome var under många år Warner Brothers nordiska filmdistributör och innehade även distributionsrättigheterna för alla filmer från Focus Features, Miramax, Pathé och Lionsgate.
År 2004 sålde Sandrew Metronome sina biografer i Sverige. Svensk Filmindustri ville köpa biograferna, men affären stoppades av konkurrensverket. Istället köptes biograferna av Triangelfilm AB och nybildade Astoria Cinemas.
Schibsted blev huvudägare till bolaget 2006.År 2011 meddelade Sandrew Metronome att man lägger ned distributionen av biograffilm. Kvar blev bara DVD-verksamheten.  Två år senare, 2013, sålde Schibsted bolaget. Sandrew Metronome hade då rättigheterna till cirka 360 filmer, distributionsrättigheter till flera internationella storfilmer samt samproduktionsrättigheter till bland annat Bröllopsfotografen och Låt den rätte komma in. Sandrew Metronome såldes till en grupp investerare och bolagets tidigare VD.
Sedan dess har Sandrew Metronome ändrat fokus och i dag (2014) är verksamheten huvudsakligen inriktad på digital distribution av TV-serier, musik och film. Sandrew Metronome äger distributionsrättigheterna till en omfattande katalog med framgångsrika och kritikerrosade filmer, TV-serier och musik, bland annat de prisbelönta filmerna Undergången, The Queen, Lost In Translation, Fantomen på operan och Att återvända.